# Best Friend (Rex Orange County)
''Best Friend'' is een nummer van Rex Orange County. Het nummer werd uitgebracht op 25 januari 2017 als single, onder het label AWAL Recordings. Het nummer werd op 31 juli 2020 door de RIAA platina gecertificeerd. De single werd nooit uitgebracht op CD of vinyl. Dit nummer was ook de tweede samenwerking van Rex met Two Inch Punch na Uno als producent, waarbij hij ook hielp met het schrijven van de tekst van het nummer.

## Achtergrond
"Best Friend" gaat over 'onbeantwoorde liefde'. De hoofdpersoon is verliefd op een meisje en hoewel het voor hen eenvoudig zou moeten zijn om samen gelukkig te zijn, houdt ze gewoon niet van hem. Maar toch kunnen ze het zo goed met elkaar vinden dat ze hem zou vragen om vrienden te blijven.
Het lied is een verkenning van de 'fijne kneepjes van liefde', het gevoel van verlies en de warmte van nostalgie met de wetenschap dat het einde van een relatie niet het einde is van het kennen van iemand van wie je houdt.
Alexander O'Connor